# Kanton Trappes
Kanton Trappes is een kanton van het Franse departement Yvelines. Kanton Trappes maakt deel uit van de arrondissementen Versailles en Rambouillet. Het telt 64.246 inwoners in 2018.

## Gemeenten
Het kanton omvatte tot 2014 uitsluitend de gemeente:
- Trappes.

Door de herindeling van de kantons bij decreet van 21 februari 2014 werden 2 gemeenten van het kanton Maurepas eraan toegevoegd, namelijk :
- Élancourt
- La Verrière